# U.5 (dirigibile)
Il dirigibile U.5 era un dirigibile di tipo floscio costruito in Italia dal Cantiere Usuelli di Milano nella seconda metà degli anni dieci per scopi militari. L'U.5 apparteneva alla "Classe U", progettata dall'ingegnere Celestino Usuelli. L'aeronave effettuò un totale di 70 ascensioni, di cui 42 in missioni di guerra e 28 di servizio, per complessive 140 ore di volo, percorrendo 8 120 km.

## Storia del progetto
Agli inizi del XX secolo divenne evidente che, pur se l'aeroplano aveva dimostrato la propria superiorità sul "più leggero dell'aria", il dirigibile aveva conservato una propria ragione di essere in special modo durante le operazioni sulla superficie del mare. La sua capacità di evoluire a bassa quota e velocità, e la sua grande manovrabilità, lo rendevano adatto ad operare nella ricognizione antisommergibile.
La Regia Marina interpellò diversi costruttori nazionali, tra cui la ditta Usuelli di Milano, il cui proprietario e progettista Celestino Usuelli ideò un particolare tipo di dirigibile floscio che utilizzava, per la sua costruzione, interamente materiale nazionale. Inoltre al posto dell'idrogeno, per ridurne il costo complessivo, utilizzò gas da illuminazione per il riempimento dell'involucro. Per la sua costruzione Usuelli eliminò dalla struttura telata ogni appendice telata e di portanza, sistemandole sulla navicella insieme ai propulsori.
Il primo di questi dirigibili, l'U.1, andò in volo per la prima volta sul campo d'aviazione di Lombardore. Ad esso seguirono l'U.2, l'U.3, l'U.4 e l'U.5. Quest'ultimo fu consegnato in piena prima guerra mondiale, venendo assemblato e collaudato a Ciampino il 24 aprile 1917, assegnato al comando del capitano Domenico Piccoli.

## Tecnica
Dirigibile di tipo floscio, cioè caratterizzato dall'avere garantita l'indeformabilità dalla pressione del gas contenuto al suo interno. La pressione viene garantita soffiando dell'aria all'interno della camera di compensazione, o mediante una presa d'aria, e rimane costante tramite l'uso di una serie di valvole automatiche che impediscono che la pressione oltrepassi certi limiti. L'equipaggio era composto da 5 persone. L'aeronave aveva una dotazione di 1 020 kg di zavorra di sabbia, 135 kg di zavorra di acqua, 20 kg di acqua di riserva, 55 kg per la radio di bordo, 250 kg di carburante (benzina), 43 kg per l'armamento, 70 kg di attrezzatura e 128 kg di granate.
La propulsione era assicurata da due motori SPA eroganti la potenza di 80 CV ciascuno. La tangenza operativa massima, usando come gas l'idrogeno, era pari a 4 000 m.

## Impiego operativo
Appena entrata in servizio, fu trasferito a Pontedera, dove inizio a compiere missioni di esplorazione sul Tirreno, ritornando poi a Ciampino per effettuare lavori di manutenzione. Il 1 agosto 1917 fu trasferito a Vigna di Valle per svolgere servizio di esplorazione, ritornando a Pontedera il 23 ottobre.
Il 31 ottobre assunse il comando dell'aeronave il capitano del Battaglione Dirigibilisti Raffaele Senzadenari, e l'U.5 iniziò ad eseguire pattugliamenti antisommergibile tra Punta Corvo, nel comprensorio di Montemarcello (provincia della Spezia), e Portoferraio. In quel periodo l'U.5 alternò missioni operative ad altre di carattere tecnico e di collaudo del materiale impiegato nella sua costruzione.
Il 28 aprile 1918 al capitano Senzadenari subentrò Federico Fenu, che era stato promosso al grado di tenente il 18 aprile precedente, e aveva appena conseguito il brevetto di Comandante di dirigibile.

Immagine dal pannello del Museo Storico dell'Arma del Genio, in onore dei caduti del Dirigibile U.5.

Il 2 maggio 1918, dopo 69 ascensioni, il dirigibile U.5, comandato per la settima volta dal tenente Fenu, in una giornata di massima limpidezza e senza vento, uscì dall'hangar dell'aeroscalo di Pontedera. La missione consisteva nel servizio di osservazione dei sottomarini nemici nel Tirreno e di pattugliamento ai piroscafi della linea Civitavecchia-La Spezia. L'equipaggio era composto anche dal tenenti Enrico Magistris e dal sottotenente Luigi Carta Satta appartenenti al Regio Esercito, dal sottocapo radiotelegrafista CREM Michele Rosato e dal sottocapo motorista Tommaso Perrone, entrambi della Regia Marina.
La missione si svolse in maniera del tutto regolare e sulla rotta di ritorno, verso le ore 12,45, il dirigibile navigava sulla Toscana sul cielo di Castellina Marittima a una quota di 300 m; l'equipaggio era tranquillo e stava consumando la colazione. D'un tratto l'involucro si piegò a V, rompendosi in tre parti. La navicella, libera da ogni sostegno, precipitò a terra di prora in località Valdiperga formando una grande buca; in essa furono trovati i corpi dei cinque membri dell'equipaggio, deceduti sul colpo. Alcuni di loro furono rinvenuti ancora con il cibo in bocca, data la rapidità con cui si era svolta la tragedia.
Due giorni dopo si svolsero i funerali dei caduti, alla presenza delle autorità civili, militari e religiose; i feretri dei cinque miliari, coperti dalla bandiera italiana e da una grande quantità di fiori, accompagnati dal suono della banda militare, furono sepolti nel Cimitero della Misericordia di Pontedera. In loro ricordo, sul luogo della catastrofe, è eretto un monumento a spese del Comune. Un apposito pannello li ricorda altresì nel Museo storico dell'Arma del genio in Roma.

### Nessun responsabile
Il 3 maggio 1918 fu nominata una apposita commissione d'inchiesta, composta dal capitano di vascello Vittorio Pullino, dal maggiore dirigibilista Luigi Avori, dal capitano del genio navale Giovanni Pegna, e dall'ingegnere Luigi Nobili, dopo aver sentito numerosi testimoni determinò che la causa immediata della tragedia era stata la lacerazione dell'involucro, dovuta con molta probabilità dal distacco di un serbatoio dell'acqua che squilibrò l'aeronave determinando il beccheggio visto poco prima che l'U.5 precipitasse al suolo.
Successivamente fu costituita un'altra commissione, formata dal capitano di vascello Pullino, dal maggiore Benigni, dal capitano Senzadenari, dal professor Bianchi e al maggiore Petrucci. Questa commissione, al termine dei lavori raccomandò la sospensione dell'acquisizione delle prevista 10 aeronavi tipo U allora in costruzione presso la Usuelli di Milano, e il ritiro di tutto il materiale di proprietà militare assegnato alla loro costruzione. Celestino Usuelli rispose alle osservazioni della commissione punto per punto, ma la sospensione dell'ordine di acquisto fu confermata.

### Annotazioni
1. ↑  La pressione poteva essere garantita anche tramite l'uso di un compressore o di un ventilatore.
2. ↑  Il dirigibile U.5, era giunto da Ciampino a Pontedera con molte difficoltà e dopo due infruttuosi tentativi di trasferimento, e aveva ottenuto il parere favorevole da una commissione di collaudo presieduta dal comandante del Corpo dell’Aeronautica Militare e composta dal comandante del battaglione dirigibilisti e dagli ingegneri Umberto Nobile e Delfino Pesce.
3. ↑  Ciò fu confermato dal reverendo Pietro Pannicchielli che stava seguendo al binocolo il volo del dirigibile da villa Davico.
4. ↑  Comandante del 1º Gruppo Dirigibili.

### Fonti
1. ↑  Pesce 1982, p. 138.
2. 1 2  Ceppatelli 2010, p. 29.
3. 1 2 3 4  Ceppatelli 2010, p. 30.
4. 1 2  Mancini 1936, p. 240.
5. 1 2 3  Pesce 1982, p. 33.
6. 1 2  Mancini 1936, p. 238.
7. 1 2 3  Ceppatelli 2010, p. 33.
8. 1 2  Ceppatelli 2010, p. 32.
9. ↑  Ministero della Difesa, Direzione generale Personale Ufficiali, Divisione matricole e libretti personali, Stato di servizio di Fenu Federico, pag. 2.
10. ↑  Di Martino 2005, p. 362.
11. 1 2 3 4 5 6  Ceppatelli 2010, p. 34.
12. ↑  Quirici, Gori 1986, pp. 63-69.
13. 1 2 3 4 5 6  Ceppatelli 2010, p. 35.